# クン・サ
クン・サ （中国語: 昆沙、「クンサー」とも。中国名：張奇夫, 1934年2月17日 - 2007年10月26日）は、タイ・ミャンマー国境の少数民族シャン族解放組織モン・タイ軍の指導者であり、黄金の三角地帯を作り上げた麻薬王である。

## 生い立ち
1934年2月17日、国共内戦で敗北してシャン州に逃れた国民党軍（泰緬孤軍）・第27集団軍隷下「第93軍」の兵士だった地元の中国人の父親とシャン族の母親との間に生まれる。3歳の時に父親が亡くなり、母親は、シャン州のモンヤイ郡区にあるモンタウム（Mong Tawm）という小さな町の徴税人をやっていた男性と再婚したが、その2年後に彼女も亡くなった。
3人の異母兄弟は宣教師学校に通い、洗礼名まであったが、クン・サは同じくモンヤイ郡区にあるロイモウ（Loi Maw）の村長だった中国人の祖父の元で育った。教育は仏教寺院で数年僧侶として過ごした数年間受けただけで、終生、文盲だった。ジャーナリストのバーティル・リントナーがクン・サにインタビューした際、彼宛の手紙はすべて部下が読み上げ、彼の言葉を口述筆記していたのだという。
その後、クン・サは国民党軍で軍事訓練を受け、戦闘経験を積んで頭角を現し、16歳の時に独自の軍隊を結成した。18歳の時に反乱を起こすが失敗し、山野を放浪する生活を数年送った。

## カクウェイェー（KKY）とアヘン密売
1963年、ネ・ウィンはシャン州の武装勢力を弱体化させることを目的として、カクウェイェーという制度を導入した。これは反乱軍と戦うことの見返りにシャン州内の政府が管理するすべての道路と町をアヘン輸送のために使用する権利が与えるというもので、麻薬取引でKKYが経済的に自立しつつ、反政府武装勢力と戦うことを政府は期待しており、兵力不足と財政難を解決する一石二鳥の策のはずだった。
クン・サもロイモウのKKY司令官となり、タンヤンに本拠地を置き、政府と対峙していたビルマ共産党（CPB）に睨みを効かせた。クン・サらKKY司令官は、自分たちが集めたアヘンや他のアヘン商人のアヘンをラバに積んで泰緬国境まで運び（彼ら自身はケシの栽培はしない）、そこで純金の延べ棒と交換した。またその金でタイの商品や日用品を購入して持ち帰り、高い値段で売ってまた利益を上げた。さらにタイやラオスのブラックマーケットで高性能兵器を入手し、国軍よりも優れた軍備を身に着けていた。またクン・サは国民党の諜報員としても活動した。クン・サの片腕であった張蘇泉は元国民党将校の満州人だった。
しかし1967年2月、クン・サは、国民党に対して現在のワ州に通過する際に、通行税を徴収すると宣言した。そしてワ州とコーカンから当時としては記録的な量と金額である16トン、50万米ドル相当のアヘンを集め、ヴィングン（Vingngun）からラオス北西部に運び、さらにラオスのバーンクワン（Baan Kwan）まで運んだ。アヘンを運ぶ隊商はラバ数百頭、兵士800人に及び、そこでヘロイン精製所を経営していたラオス王国国軍司令官・オウアン・ラティコーン将軍に引き渡して、兵器を購入する予定だったが、これはミャンマーからタイ・ラオスに入るアヘンに対する自らの通行税を主張していた国民党に対する挑発行為だった。
クン・サの隊商を追った国民党第3軍と第5軍は、7月24日にバーンクワンに到達。ラオス当局が仲介した交渉が決裂した後、7月29日、両者の間で戦闘が勃発した。翌日、ラオス空軍が戦場の両軍に対して空爆。空爆は2日間続き、クン・サの軍は82人の戦死者を出し、大量のアヘンを放置したままミャンマーへ敗走、国民党軍も70人の戦死者を出して、彼らもミャンマーへ敗走した。これによりラティコーン将軍は大量のアヘンを労せずして手に入れ（1967年阿片戦争）、逆にアヘンを失ったクン・サは大きな経済的打撃を被っただけではなく、翌年までに約2,000人の兵士の離脱を招いた。

## 逮捕
1969年9月、シャン州軍（SSA）の代表2名がタンヤンに赴してクン・サと接触し、SSA側に寝返るように説得した。クン・サもタイ当局との強いコネクションがあるSSAとの同盟に興味を示したが、会合の内容が国軍に漏れ、10月29日、クン・サはタチレクへの出張から戻る途中、タウンジー近郊のヘーホー空港で逮捕された。彼はマンダレーの刑務所に投獄され、SSAとの接触により大逆罪の罪で起訴された。獄中でクン・サは、老子の兵法と三国志演義を読み耽り、「政治には生涯の友もなければ、生涯の敵もいない。それは利益と損失に応じて変わる。優れたリーダーはあらゆる変化をうまく利用できなければならない」という人生哲学を学んだとも伝えられるが、既述のとおりおり彼は文盲なので、信憑性に疑念が残る。リントナーは「クン・サは基本的に田舎者で、農民であり、組織人の頭脳はなかった」と述べている。一方で、歴史、哲学、政治に関して幅広い知識を持ち、議論を好んだという話も残っている。
クン・サの逮捕後、彼の軍隊は解散状態にあったが、1973年4月16日、チャーリー・ ウィンという中国系ミャンマー人が、元クン・サの軍隊の兵士とともに、タウンジーでソ連人の女性医師2名を誘拐し、クン・サの釈放と身代金を要求した。国軍は1個師団を投入して人質の奪還を試みたが、失敗。結局、1974年8月に2人の女医は解放され、同年9月9日、クン・サはマンダレーの刑務所から釈放された。仲介したのは後にタイ首相となったタイ王国軍のクリエンサック・チョマナン将軍で、以後もクン・サとチョマナンは親交を保ち、1981年、首相を辞任したチョマナンが野党党首として立候補した際には、クン・サは選挙費用として5万米ドルを寄付した。

## 「麻薬王」へ
釈放後、クン・サはしばらくヤンゴンで政府の監視下に置かれていたが、1976年初頭にジャングルの部下の元に戻り、タイのチェンライの北西にあるバン・ヒン・テクに新しい本拠地を築き、新しい武装組織・シャン連合軍（SUA）を結成した。またこの頃からクン・サは中国名の「張奇夫」ではなく、シャン族の名「クン・サ（「繁栄の王子」の意味）」を名乗るようになった。いずれも近隣のタイ人たちから好意を得るための配慮であり、表向きは「シャン州独立」という大義を掲げていたが、そのためにミャンマー軍と交戦することは、ほとんどなかった。当時、タイ共産党（CPT）と戦っていたタイ政府も、CPTとの間の緩衝材としてクン・サの存在を黙認した。
1973年に初代麻薬王とも呼ばれたロー・シンハンが政府に逮捕され権力の空白区が生じたことにより、クン・サは黄金の三角地帯の麻薬取引を一手に握った。SUAは2万人の兵力を誇り、輸送に労力がかかるアヘン取引を止め、香港から化学者を呼んでヘロインの精製に乗り出し、バン・ヒン・テクの山岳地帯にはヘロイン精製所が軒を並べた。また街中には、コンクリート製2階建ての商家、広大な市場、映画館、売春宿、兵舎、中国寺院、シャン族の仏塔が建ち並び、活況を呈していた。ただ実質組織を運営していたのは、アヘン商人や元国民党軍将校などの中国人だった。
アメリカの麻薬取締局（DEA）は、クン・サが黄金の三角地帯の覇権を握っていた1974年から1994年までの20年間、ニューヨークで流通していたヘロインのうち、黄金の三角地帯で生産されたものの割合は5％から80％に増加し、クン・サがその取引の45％を占めていると考えていた。クン・サの下で精製されたヘロインは純度90％の最高級品だったのだという。1977年、クン・サは『バンコク・ワールド』のインタビューに答えて、自らを「黄金の三角地帯の王」と称した。同年、クン・サは領土のアヘンやヘロインをアメリカ政府が毎年1700万米ドルですべて買い取り、麻薬を撲滅する案を提案した。当時、アメリカ政府が麻薬撲滅のために使う予算は毎年十数億米ドルに上っており、それに比べれば安いものだろうと。しかしアメリカ政府はこの提案拒否した。
1980年半ば、アメリカ人記者から受けたインタビューで、「麻薬はヒューマニズムと相容れないのではないのか？」という質問に対して、クン・サは次のように答えている。

## モン・タイ軍結成
しかし1980年代に入り、CPTが弱体化すると、緩衝材としてのクン・サの存在意義も低下した。
1981年7月、タイ当局はクン・サの首に5万バーツ（2,000米ドル）の賞金をかけたと発表し、翌月、50万バーツ（2万米ドル）に引き上げ、その旨を告知するビラをバン・ヒン・テク周辺に空中投下した。そのビラには「1982年9月30日まで有効」と書かれていた。同年10月、泰緬国境の町・メーサイから39人の暗殺部隊がバン・ヒン・テクに侵入した。SUAはこれを返り討ちにして部隊を全滅させたが、件の部隊の兵士の遺体は、タイ王国軍指揮下の準軍組織・タイ独立軍（TIA）の軍服を着ていた。1982年1月21日、ターク県の国境警備隊、パクトンチャイのレンジャー部隊から構成された約1,000人の部隊が、バン・ヒン・テクを襲撃。件の部隊は飛行機やヘリコプターの支援を受け、数日間の激闘の末、クン・サとSUAはミャンマーへ撤退した。

ミャンマーへ撤退したSUAは、ラフ族やパオ族の反乱軍、そしてSSAを駆逐して、泰緬国境沿いの町・ホーモン（ホメイン）に新しい拠点を築いた。1984年3月7日には、国軍東部司令部司令官エイサン（Aye San）准将と会談し、「SUAが少数民族武装勢力およびCPBと戦う代わりに、政府がSUAがその領土でアヘンの生産・取引をすることを認める」というKKYに酷似した協定を結び、すぐにホーモンは「新しいバン・ヒン・テク」と呼ばれるような発展を遂げた。ホーモンの2万人の住民は、果樹や花に囲まれた家に住み、街中には学校や病院、ホテル、売春宿、ディスコ、公園などの施設が整い、海外通話も可能だった。新設の文化博物館には地元の工芸品や歴史資料が展示され、水力発電所が建設中だった。また宝石センターを訪れる外国人ビジネスマン向けに18ホールのゴルフコースも整備されていた。クン・サは最良のアヘン栽培地域を支配していわけではなかったが、泰緬国境沿いのヘロインの加工と販売を支配し、CPBが崩壊して中緬国境が開かれるまでは、シャン州北部で栽培されたアヘンは、主にクン・サの領土に運ばれ、海外市場向けにヘロインに加工されていた。

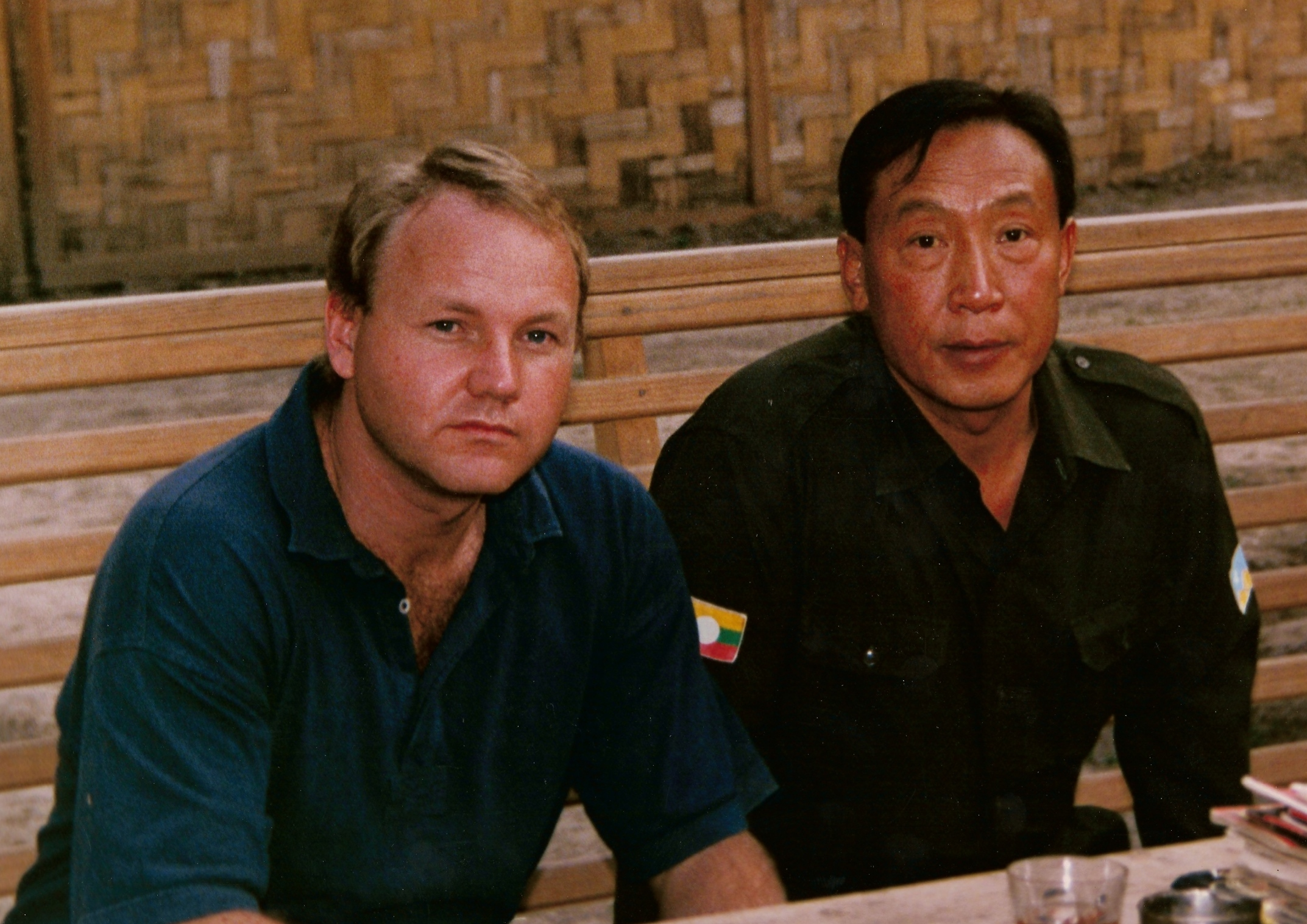
1988年4月、オーストラリアの記者ステファン・ライス（左）、の取材に応じるクン・サ

ただ国軍はこの協定の存在を頑なに否定し、同年5月19日、エイサンは各国の外交官や国際機関の職員が集まったタウンジーでの会合で、5月7日から10日にかけてクン・サの拠点を攻撃してで国軍兵士9人が死亡したと主張した。しかし後日、外国の諜報機関が調査したところ、そのような事実はなかった。また1987年3月3日、国営紙の『ネイション』が、「クン・サの基地の爆撃にF-5Eジェット機が使用された可能性がある」と報じ、タイ王国軍もクン・サに対する作戦は「成功」したと宣言したが、実際は戦闘は発生しておらず、ミャンマーとタイ当局が、アメリカの麻薬撲滅資金を維持するために、クン・サと共謀して戦闘を偽装しただけだった。見返りとして、クン・サはホーモンからタイ北東部メーホンソンまでの道路を建設する許可を得た。
1985年、SUAは、シャン族の武装組織であるシャン連合革命軍（SURA）の一派、モーヘン（Moh Heng）の率いるタイ革命評議会（Tai Revolutionary Council）と統合して、モン・タイ軍（MTA）を結成した。

## 降伏
1990年代に入ると、ヘロインの流通ルートがタイ・ルートから、クン・サの領土を通過しない中国ルートに移り、その勢力が衰えを見せてきた。1990年3月15日、クン・サは麻薬密売の容疑でニューヨーク連邦大陪審によって起訴された。また1989年にCPBが崩壊すると、その分派の1つ・ワ州連合軍（UWSA）との間で、麻薬利権をめぐり戦闘が勃発、1993年にはMTAの利権強化のために2件の虐殺事件を引き起こした。1つはホーモン近郊のパンタウィー（Pangtawee）村で、国民党軍関係者にアヘンを売っていた村人たちを虐殺した事件。もう1つは3月2日、モンサッ近郊の町で、宝石の採掘禁止の命令に従わなった村人123人を射殺した事件である。1991年にクン・サの片腕として長らくMTA内のシャン族をまとめていたモーヘンが亡くなった後は、中国人とシャン族とのハーフだったクン・サの求心力は低下の一途を辿っていたが、1994年には数百人のシャン族の代表者が出席した「議会」を招集し、「シャン連邦共和国」の樹立を宣言、自らその大統領に就任した。しかし同年11月、タイ当局とDEAの共同作戦により、タイ国内のクン・サの拠点に一斉捜査が入り、クン・サをマンダレーの刑務所から救出したチャーリー・ウィンを含む幹部10人が逮捕され、詳細な帳簿を含むMTAの内部文書が押収された。これにより、クン・サの麻薬供給網は機能不全に陥り、組織の財政に混乱が生じた。この状況を打開するために、クン・サはメタンフェタミンを混ぜたヘロインを大量生産し始めた。
しかし1995年7月7日、MTAの不満分子約2,500人がMTAを離脱して、シャン州民族軍（SSNA）を結成するに及び万事休す。1996年1月5日、ついにクン・サは政府に降伏した。ホーモンで行われた降伏式典では、地面に突撃銃、機関銃、ロケットランチャー、SAM-7地対空ミサイルを並べ、クン・サは国軍将校たちと握手を交わした。同年4月までに、1万4千人の兵士、8,300種類以上の兵器、200万発以上の弾丸、4,700種類以上の地雷がビルマ政府に引き渡されたのだという。しかし、これに不満なヨートスックら一部MTA将校は、シャン州軍 (南)を結成した。

## その後
その後、クン・サは、4人の愛人（全員、シャン州ケントゥン出身の10代の少女）と一緒にヤンゴンに移り住み、政府の監視下で、グッドシャンブラザーズ・インターナショナルという企業を設立した。会社登記によると、この会社の事業内容は輸出、輸入、総合貿易、建設であり、1997年のインタビューでは、クン・サは不動産、ヤンゴンのホテル事業、ヤンゴンからマンダレーまでの新しい高速道路に投資していると述べている。
2007年10月26日、クン・サはヤンゴンで亡くなった。享年73歳。死因は不明だが、高血圧、心臓病、糖尿病を患っていたのだという。葬儀はかつてのタイの本拠地・バン・ヒン・テクで行われたが、彼の遺族は逮捕を恐れ参列しなかった。遺体は死後4日後、火葬に付され、ヤンゴンの北オッカラパ郡区にあるイェーウェー（Yay Way）墓地に埋葬された。生前より、墓荒らしを恐れて、シャン州に埋葬されることを希望していなかったのだという

## 逸話
- いつも普段着で、偉ぶったところがなく、教育のある人間を尊重し、希望者は教師として採用したのだという。家もトタン屋根の二間という質素なもので、彼の部屋には竹のベッドと机しかなかったのだという[39]。
- クン・サの妻は年上のワ族の女性で、お世辞にも容姿が良いとは言えなかったが、クン・サはそんな妻に頭が上がらず、浮気の噂すらなかったのだという[39]。
- クン・サには5人の息子と3人の娘がいるが、息子たちはカジノ経営を営み、グッドシャンブラザーズ・インターナショナルは娘の1人が受け継いでいるのだという[36]。
- クン・サ自身は麻薬をやらなかった。SUA内でも麻薬を3回やったら死刑になったのだという[40]。
- 地元の人々には非常に尊敬されており、彼らは子供をこぞってクン・サの軍隊に入れたがった。クン・サの軍隊は当時としてはかなり良い給与を支払われていた[41]。
- 初代麻薬王と呼ばれたロー・シンハンとは同年代だが、クン・サはケントゥン近くのサンヤン山と谷で、ロー・シンハンのアヘンを運ぶ隊商を襲撃して、約12トンのアヘンを強奪したことがある。これによってクン・サの名声は大いに高まった[42]。
- 概してミャンマーの民主派に冷たかった。8888民主化運動の際、クン・サの元にも都市部から反体制派の学生が逃れてきたが、クン・サは彼らを受け入れなかった。「騒乱は支配者の頑固さだけでなく、われわれの天然資源を奪い取ろうと焦っている外勢、特に西側諸国の扇動によっても起きた。貧しい学生や僧侶たちは、自分たちが誰のために死んだのか分からないまま死んだ」「私は騒乱で眠れず食欲も失い、反政府デモ参加者へのアメリカからの兵器輸入を恐れていた。そして9月18日のクーデターが起こった。私は大いにほっとし、再び食事と睡眠をとることができた」と述べている[43]。またアウンサンスーチーに対しても「私には軍隊があるから自由だ。哀れなアウンサンスーチーを見てください。彼女には軍隊がないので自宅軟禁されている」と辛辣だった[2]。
- 007の映画の大ファンだったが、飽きた後はビデオテープを取り寄せて、日本の大相撲を楽しんでいたのだという[8]。
- 2007年のアメリカ映画『アメリカン・ギャングスター』では、マレーシア人俳優・リック・ヤン（英語版）がクン・サを演じた。